# Pleslin-Trigavou

Pleslin-Trigavou este o comună în departamentul  Côtes-d'Armor, Franța. În 1 ianuarie 2022 avea o populație de 4.043 de locuitori.